# کاکایی‌اقیانوسی
کاکایی‌اقیانوسی   یا قاپو یا مرغ قاپو از پرندگان درشت و کرانه‌زی نواحی سردسیر است که کارش طعمه‌دزدی یعنی قاپیدن طعمهٔ دیگر پرندگان است. به قاپو، اسکوآ هم گفته شده است.
سرده این پرندگان، سرده کاکایی‌اقیانوسیهاStercorarius و خانواده‌ای که آن‌ها تشکیل می‌دهند کاکایی‌اقیانوسیانStercorariidae نامیده می‌شود. قاپوها در حدود هفت گونه دارند.
کاکایی‌اقیانوسی‌ها پر و بال تیره‌رنگ و بال‌های باریک و زاویه‌دار دارند، در پرنده‌های بالغ شاهپرهای وسطی دم معمولاً دراز است. رنگ پروبال آنها اغلب متغیر و گمراه‌کننده است ولی در تمام اشکال سفیدی بن شاهپرهای بال به خوبی دیده می‌شود، اغلب پرندگان دیگر را آنقدر دنبال می‌کنند تا طعمه‌ای را که در دهان دارند رها سازند، معمولاً روی سطح آب به استراحت می‌پردازند. نر و ماده آنها همشکل است و روی زمین آشیانه می‌سازند.

## گونه‌ها

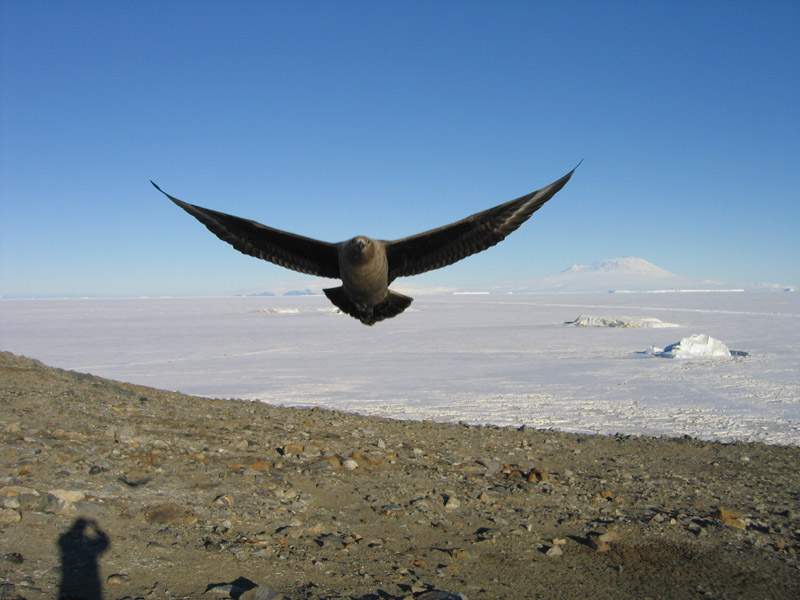
کاکایی‌اقیانوسی در جنوبگان

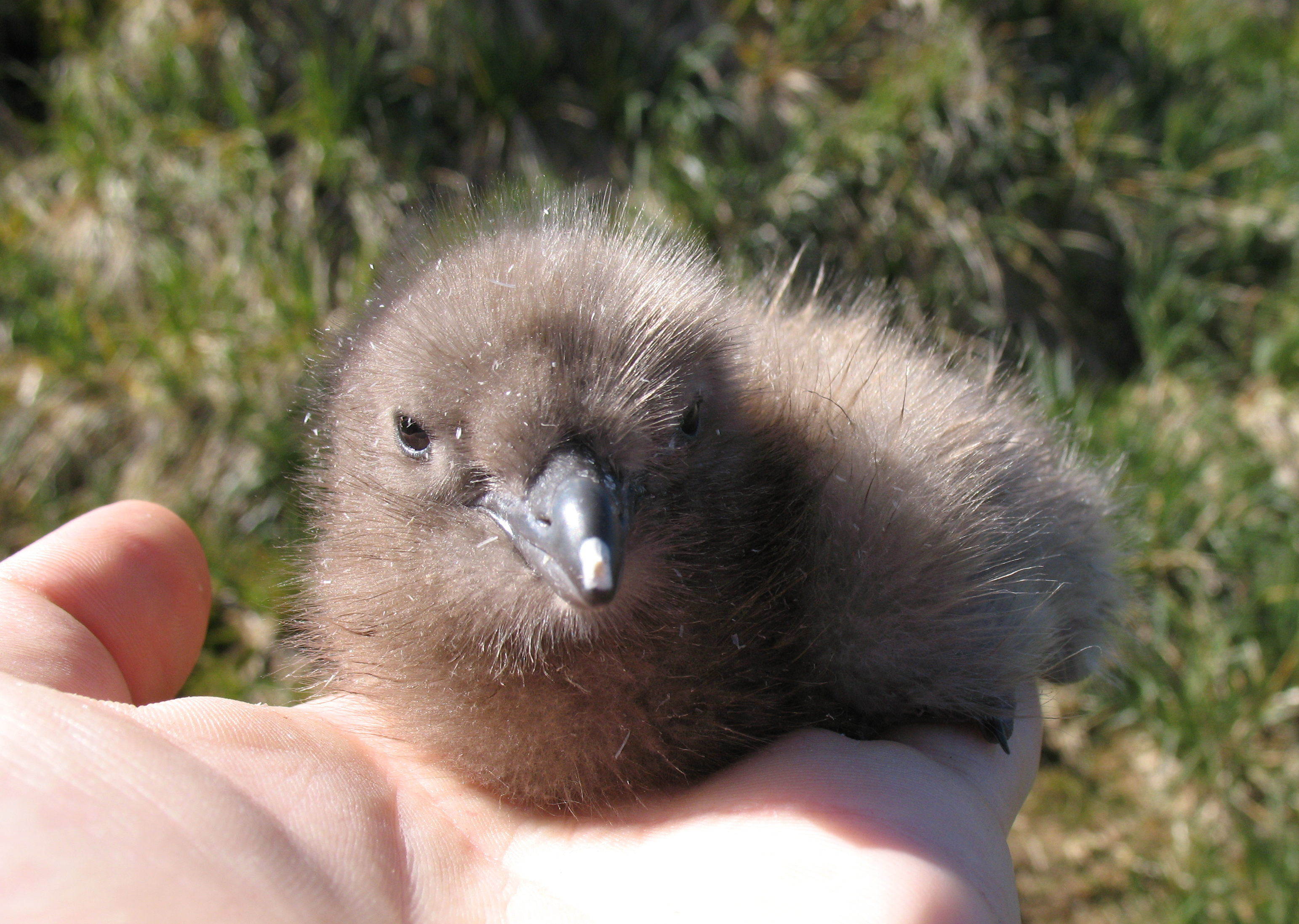
جوجۀ کاکایی‌اقیانوسی

- قاپوی دم‌دراز Stercorarius longicaudus
- قاپوی قطب شمال Stercorarius parasiticus
- قاپوی دم‌پیچ Stercorarius pomarinus
- قاپوی شیلی Stercorarius chilensis
- قاپوی قطب جنوب Stercorarius maccormicki
- قاپوی قهوه‌ای Stercorarius antarcticus
  - قاپوی فالکلند Stercorarius (antarcticus) antarcticus
  - قاپوی تریستان Stercorarius (antarcticus) hamiltoni
  - قاپوی زیرجنوبگانی Stercorarius (antarcticus) lonnbergi
- قاپوی بزرگ Stercorarius skua